# ヴァリグ・ブラジル航空820便墜落事故
ヴァリグ・ブラジル航空820便墜落事故（Varig Flight 820）とは、1973年7月11日にフランスで発生した機内火災に伴う航空事故である。
パイロットは不時着に成功したが、ほとんどの乗客が犠牲になった。

## 事故の概要

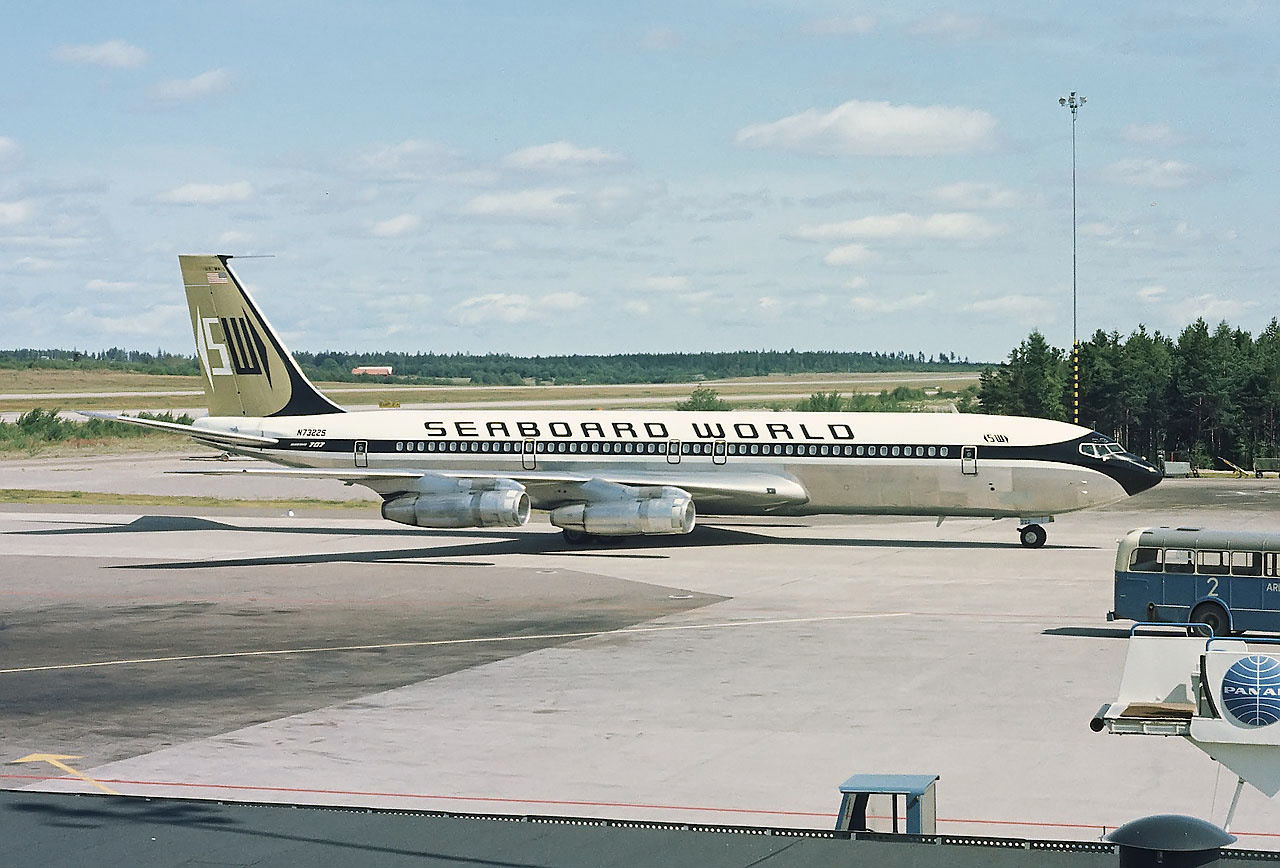
1968年8月に撮影された事故機（シーボード・ワールド航空での運用中）

1973年7月11日、ヴァリグ・ブラジル航空820便（ボーイング707-320C　機体記号:PP-VJZ）は、ブラジルのリオデジャネイロのガレオン国際空港からフランスのパリのオルリー空港に向かう定期便であった。便は大西洋を横断し、着陸直前まで順調な航行を続けていた。
午後2時58分に『キャビンで火災が発生した』と緊急事態を宣言する通信が入る。緊急着陸の準備が進められたが、火勢が強まり操縦室の計器類も見えない状態となったため、機長は滑走路にたどり着くことはできないと判断、空港手前5kmの地点に不時着した。不時着の際に脚と左翼が折損、エンジンは脱落し、そのまま500m暴走した後に炎上した。
迅速な救助活動が行われたが、この事故で乗員17名乗客118名の135名のうち124名が犠牲になった。犠牲者のうち、シートベルトをしていなかった航空機関士のみが外傷による死亡であり、その他123名の死因は火災で発生した一酸化炭素の有毒ガスを吸引したことであった（多くは不時着以前に亡くなっていた）。なお、生存者の内訳は乗客1名と乗員10名である。

## 事故原因
火元は客室後部右側のトイレの洗面ユニットが疑われたが、具体的な原因は特定できなかった。乗客による煙草の不始末や電気系統の欠陥とみられている。トイレ付近の備品が燃えやすかったことが原因の一つとして、連邦航空局（FAA）は耐火性ゴミ箱の設置、可燃性物質の排除、トイレ内の喫煙禁止を乗客に周知させる仕組みを求める改善命令「AD 74-08-09」を発令した。
その後、トイレ内の可燃性物質の排除、トイレ内への煙探知機の設置、万が一喫煙した際に使用するための灰皿の設置、耐火性ごみ箱の設置が世界各国で進められた。またこの事故のケースは多くの航空会社でトイレ内の喫煙の危険性を周知させるためのモデルケースとして使用されている。

## 備考
820便の機長の操縦は適切であったとされたが、彼は1979年1月にボーイング707貨物機を操縦中に日本近海の北太平洋上で消息を絶った（詳細はヴァリグ・ブラジル航空967便遭難事故を参照のこと）。